# Mirela Pașca
Mirela Ana Pașca (Baia Mare, 19 febbraio 1975) è un'ex ginnasta rumena.

## Palmarès

### Olimpiadi
- 1 medaglia:
  - 1 argento (Barcellona 1992 a squadre)

### Mondiali
- 2 medaglie:
  - 2 bronzi (Indianapolis 1991 a squadre; Parigi 1992 nelle parallele asimmetriche)

### Europei
- 1 medaglia:
  - 1 oro (Atene 1990 nelle parallele asimmetriche)

### Coppa del Mondo
- 2 medaglie:
  - 1 argento (Bruxelles 1990 nelle parallele asimmetriche)
  - 1 bronzo (Bruxelles 1990 nel corpo libero)